# Chironomus abjectus
Chironomus abjectus är en tvåvingeart som beskrevs av Jean-Jacques Kieffer 1917. Chironomus abjectus ingår i släktet Chironomus och familjen fjädermyggor.
Artens utbredningsområde är Paraguay. Inga underarter finns listade i Catalogue of Life.